# Acta Informatica
Acta Informatica é uma revista científica, peer-reviewed publicando artigos de pesquisa original em informática. É conhecida principalmente por publicações em Ciencia computacional teórica. O jornal permite a difusão internacional das contribuições sobre a arte, a disciplina e a ciência da informática. Um dos dois artigos de 1988 galardoado com o Prêmio Gödel em 1995 apareceram neste jornal.